# Gare de La Hulpe
La gare de La Hulpe est une gare ferroviaire belge de la ligne 161, de Schaerbeek à Namur, située sur le territoire de la commune de La Hulpe, dans la province du Brabant wallon en région wallonne.
Elle est mise en service en 1854 par la Grande compagnie du Luxembourg avant de devenir une gare de l'Administration des chemins de fer de l'État belge. L'ancien bâtiment voyageurs, toujours présent mais réaffecté, date de 1886, il a laissé la place à une nouvelle gare, mise en service en 1983.
C'est une gare de la Société nationale des chemins de fer belges (SNCB), desservie par des trains Suburbains (S).

## Situation ferroviaire

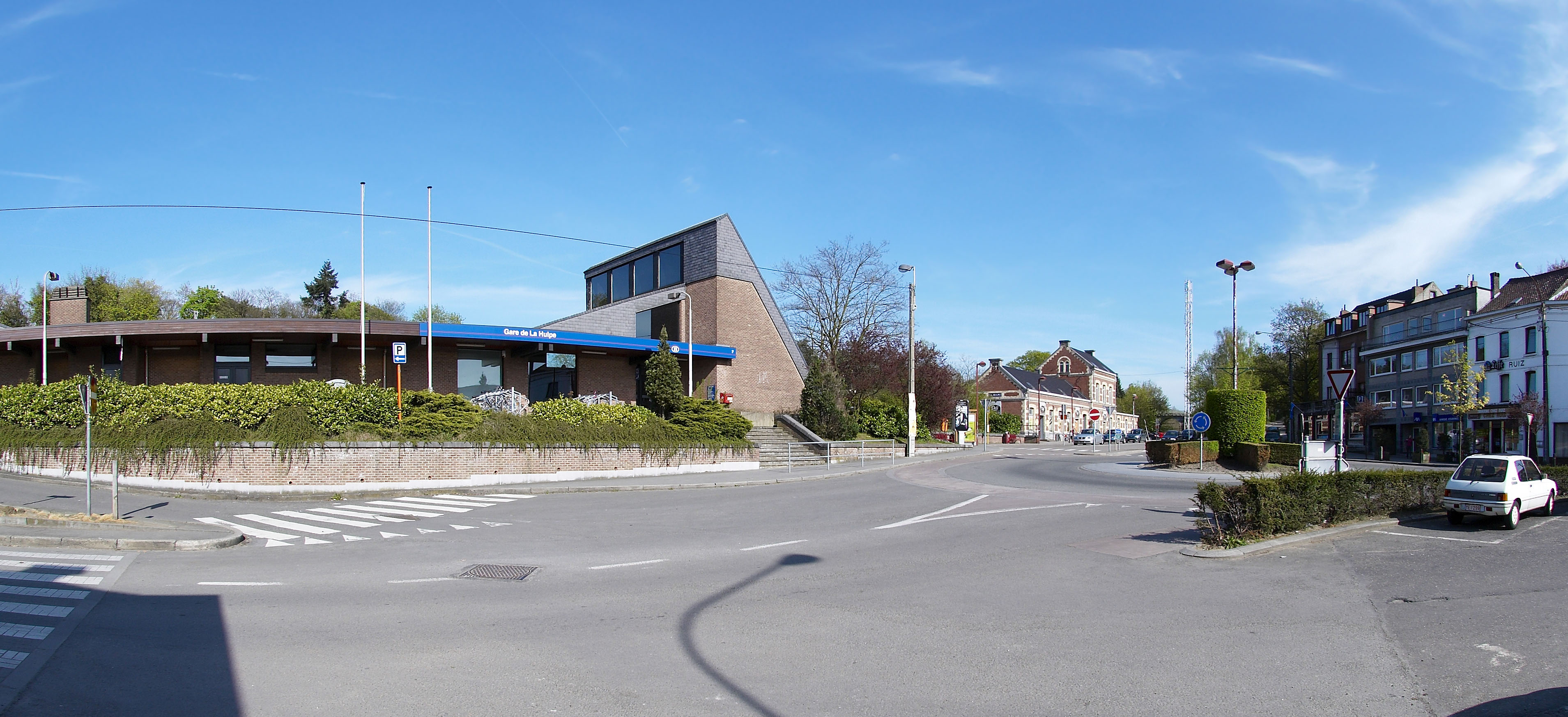
Nouveau et ancien bâtiment voyageurs en 2008.

Établie à 78 mètres d'altitude, la gare de La Hulpe est située au point kilométrique (PK) 19,760 de la ligne 161, de Schaerbeek à Namur, entre la gare de Hoeilaart et la gare de Genval.

## Histoire
La station de La Hulpe est mise en service le 26 août 1854 par la Grande compagnie du Luxembourg quelques jours après l'inauguration, le 12 août, de la première section de Bruxelles-Luxembourg à La Hulpe de son chemin de fer de Bruxelles à Luxembourg.
La présence de la gare change rapidement le visage de l'ancien village forestier qui devient une cité dortoir pour les ouvriers des chantiers de Bruxelles. Ce phénomène pris encore plus d'importance après la mise en service, en 1870, des abonnements moins cher pour les ouvriers. Le chemin de fer permit également l'arrivée de familles aux revenus modestes qui recherchait des prix bas pour leur logement tout en continuant à travailler dans la grande ville.
La gare qui menaçait de tomber en ruine dès 1878, est reconstruite en 1886 par l'administration des chemins de fer de l'État suivant les plans de l'ingénieur Émile Robert.
Lors de la retraite allemande de 1944, la Wehrmacht fit sauter un train de munitions, pour qu'il ne tombe pas aux mains des alliés, sur l'une des voies, ce qui endommagea la gare et fit disparaître son auvent de fer.
En 1983 est mis en service un nouveau bâtiment à quelques dizaines de mètres de l'ancien qui est désaffecté mais échappe à la démolition.

## Service des voyageurs

### Accueil
Gare SNCB, elle dispose d'un bâtiment voyageurs, avec guichets, ouvert tous les jours. Elle est équipée d'automates pour l'achat de titres de transport. Des aménagements, équipements et services sont à la disposition des personnes à la mobilité réduite (sans chaise roulante ou avec une chaise pliable). Un quai latéral et un quai central permettent l'accès aux trois voies.
Un souterrain permet le passage d'un quai à l'autre.

### Desserte
La Hulpe est une gare voyageurs de la SNCB, desservie par des trains Suburbains (S) des lignes S8 et S81 circulant sur la ligne commerciale 161.
En semaine, la desserte comprend deux trains S8 par heure dans chaque sens : le premier relie Louvain-la-Neuve à Zottegem via Bruxelles-Midi et Denderleeuw ; le second Ottignies à Bruxelles-Midi, certains allant également jusque Louvain-la-Neuve en heure de pointe (tôt le matin, un des trains S8 est prolongé au départ de Namur et un autre au départ de Grammont avec trajet retour vers Grammont l’après-midi).
Deux trains S81 s’arrêtent à La Hulpe le matin (le premier relie Schaerbeek à Louvain-la-Neuve et le second relie Ottignies à Schaerbeek).
Les week-ends et jours fériés, la desserte comprend un train S8 par heure entre Ottignies et Bruxelles-Midi.

### Intermodalité
Un parc pour les vélos et un parking pour les véhicules y sont aménagés. Elle est desservie par les lignes TEC 10, 57 et 127,elle est aussi desservie par la ligne De Lijn R76.

## Comptage voyageurs
Ce graphique et tableau montre le nombre de voyageurs embarquant en moyenne durant la semaine, le samedi et le dimanche.
| Nombre de passagers qui embarquent à la gare de La Hulpe | Nombre de passagers qui embarquent à la gare de La Hulpe | Nombre de passagers qui embarquent à la gare de La Hulpe | Nombre de passagers qui embarquent à la gare de La Hulpe |
|                                                          | Semaine                                                  | Samedi                                                   | Dimanche                                                 |
| -------------------------------------------------------- | -------------------------------------------------------- | -------------------------------------------------------- | -------------------------------------------------------- |
| 1977                                                     | 1 503                                                    | 306                                                      | 267                                                      |
| 1978                                                     | 1 343                                                    | 352                                                      | 231                                                      |
| 1979                                                     | 1 394                                                    | 356                                                      | 301                                                      |
| 1980                                                     | 1 381                                                    | 377                                                      | 271                                                      |
| 1981                                                     | 1 262                                                    | 326                                                      | 296                                                      |
| 1982                                                     | 1 365                                                    | 317                                                      | 230                                                      |
| 1983                                                     | 1 387                                                    | 304                                                      | 227                                                      |
| 1984                                                     | 1 007                                                    | 255                                                      | 218                                                      |
| 1985                                                     | 951                                                      | 301                                                      | 229                                                      |
| 1986                                                     | 879                                                      | 236                                                      | 189                                                      |
| 1987                                                     | 842                                                      | 229                                                      | 171                                                      |
| 1988                                                     | 930                                                      | 257                                                      | 175                                                      |
| 1989                                                     | 1 025                                                    | 275                                                      | 214                                                      |
| 1990                                                     | 791                                                      | 257                                                      | 193                                                      |
| 1991                                                     | 1 056                                                    | 257                                                      | 199                                                      |
| 1992                                                     | 811                                                      | 230                                                      | 200                                                      |
| 1993                                                     | 1 131                                                    | 274                                                      | 223                                                      |
| 1994                                                     | 1 137                                                    | 273                                                      | 200                                                      |
| 1995                                                     | 958                                                      | 323                                                      | 224                                                      |
| 1996                                                     | 1 093                                                    | 262                                                      | 228                                                      |
| 1997                                                     | 1 152                                                    | 286                                                      | 202                                                      |
| 1998                                                     | 1 270                                                    | 278                                                      | 238                                                      |
| 1999                                                     | 1 067                                                    | 316                                                      | 194                                                      |
| 2000                                                     | 1 297                                                    | 282                                                      | 261                                                      |
| 2001                                                     | 1 462                                                    | 316                                                      | 230                                                      |
| 2002                                                     | 1 259                                                    | 350                                                      | 236                                                      |
| 2003                                                     | 1 308                                                    | 300                                                      | 254                                                      |
| 2004                                                     | 1 472                                                    | 314                                                      | 260                                                      |
| 2005                                                     | 1 652                                                    | 466                                                      | 333                                                      |
| 2006                                                     | 1 540                                                    | 345                                                      | 290                                                      |
| 2007                                                     | 1 536                                                    | 415                                                      | 266                                                      |
| 2008                                                     | -                                                        | -                                                        | -                                                        |
| 2009                                                     | 1 533                                                    | 267                                                      | 235                                                      |
| 2010                                                     | -                                                        | -                                                        | -                                                        |
| 2011                                                     | -                                                        | -                                                        | -                                                        |
| 2012                                                     | 1 654                                                    | 254                                                      | 235                                                      |
| 2013                                                     | 1 510                                                    | 224                                                      | 199                                                      |
| 2014                                                     | 1 652                                                    | 276                                                      | 251                                                      |
| 2015                                                     | 1 350                                                    | 286                                                      | 203                                                      |
| 2016                                                     | 1 501                                                    | 188                                                      | 151                                                      |
| 2017                                                     | 1 415                                                    | 249                                                      | 185                                                      |
| 2018                                                     | 1 108                                                    | 279                                                      | 276                                                      |
| 2019                                                     | 1 305                                                    | 331                                                      | 321                                                      |
| 2020                                                     | 833                                                      | 206                                                      | 157                                                      |
| 2021                                                     | -                                                        | -                                                        | -                                                        |
| 2022                                                     | 1 457                                                    | 479                                                      | 452                                                      |
| 2023                                                     | 1 351                                                    | 429                                                      | 432                                                      |
| 2024                                                     | 1 559                                                    | 480                                                      | 382                                                      |

## Patrimoine ferroviaire
Après sa fermeture en 1983, l'ancien bâtiment voyageurs n'avait plus d'utilité, si ce n'est la présence d'une cabine électrique dans l'aile droite. En 1995, la SNCB prévoit de la détruire mais finalement repousse l'échéance et propose à la commune de sauver ce « témoin de l'histoire hulpoise » en la reprenant pour un franc symbolique. L'accord prévoit également la recherche, par la commune, d'un investisseur prêt à la restaurer et à lui trouver une réaffectation contre une cession pour le même un franc symbolique et un bail emphytéotique. L'architecte conseil de la commune estime qu'il faut 14,7 millions de francs pour réhabiliter la structure du bâtiment et autant pour les aménagements permettant une nouvelle utilisation.
La commune, confiante pour la conservation du bâtiment voyageurs, engage l'aménagement de l'ancienne place de la gare et de ses abords avec notamment la création de nouvelles places de parking.
En 2003 les travaux de restauration ont débuté du fait d'un accord trouvé entre un investisseur, la commune et les chemins de fer. Son aspect extérieur type d'un bâtiment de l'administration des chemins de fer de l'État belge sera conservé. L'intérieur étant par contre totalement remanié pour pouvoir accueillir des commerces et des bureaux. Les chemins de fer ont accepté de déménager la cabine d'aiguillage en décembre 2003 alors qu'ils n'avaient prévus de le faire qu'en 2007.

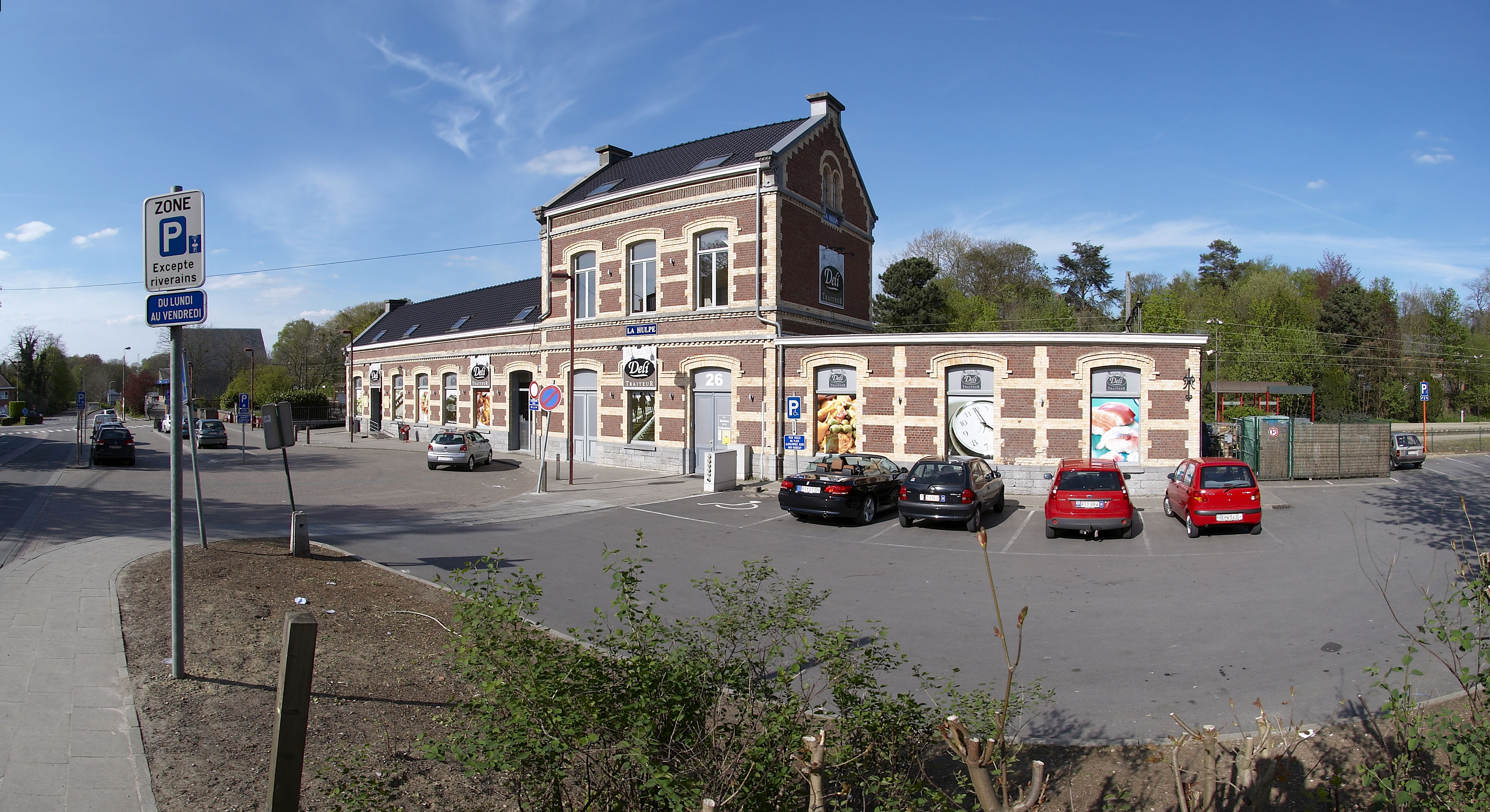
L'ancien bâtiment voyageurs restauré et réaffecté.
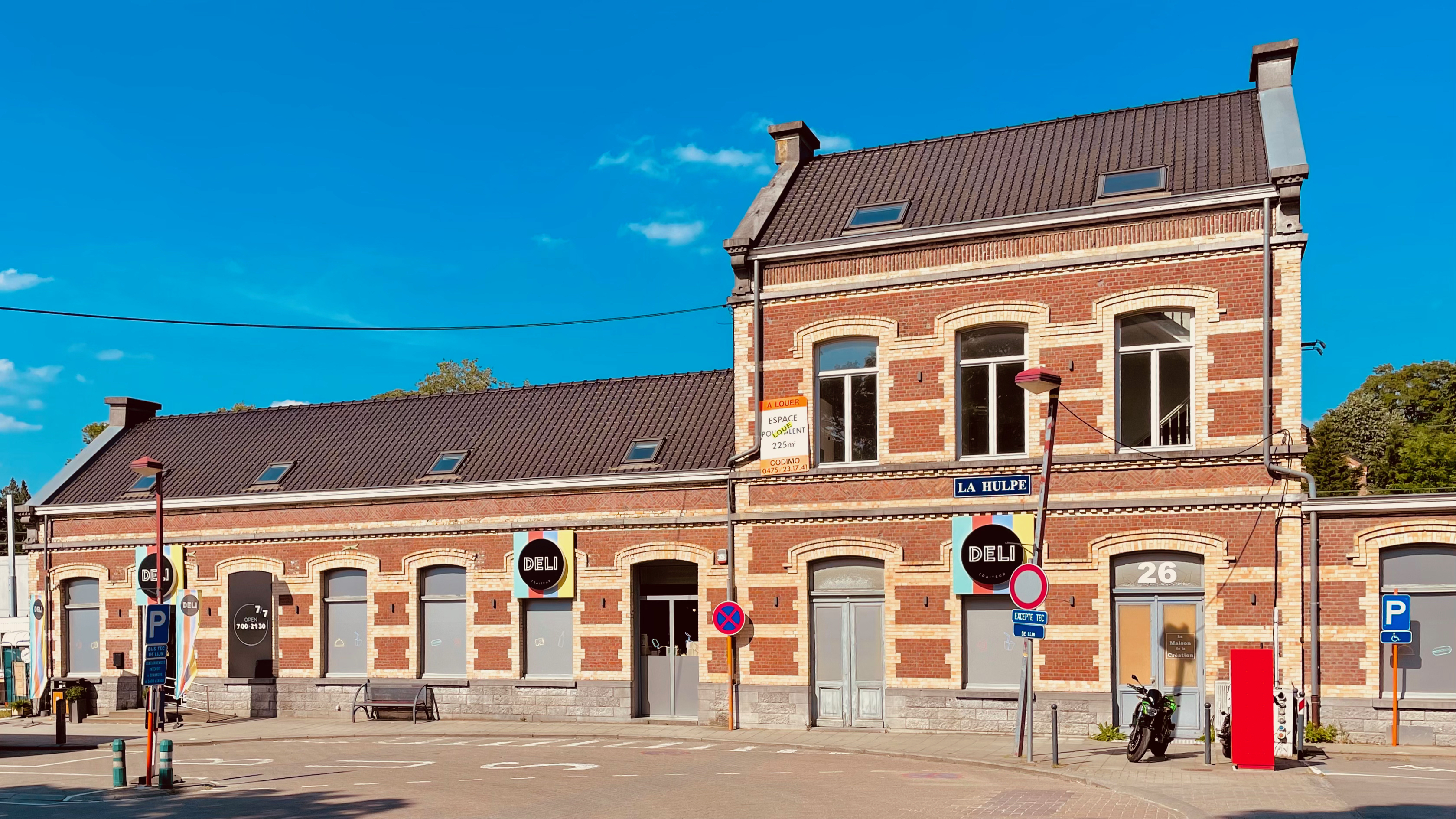
Superette installé au rez-de-chaussée.
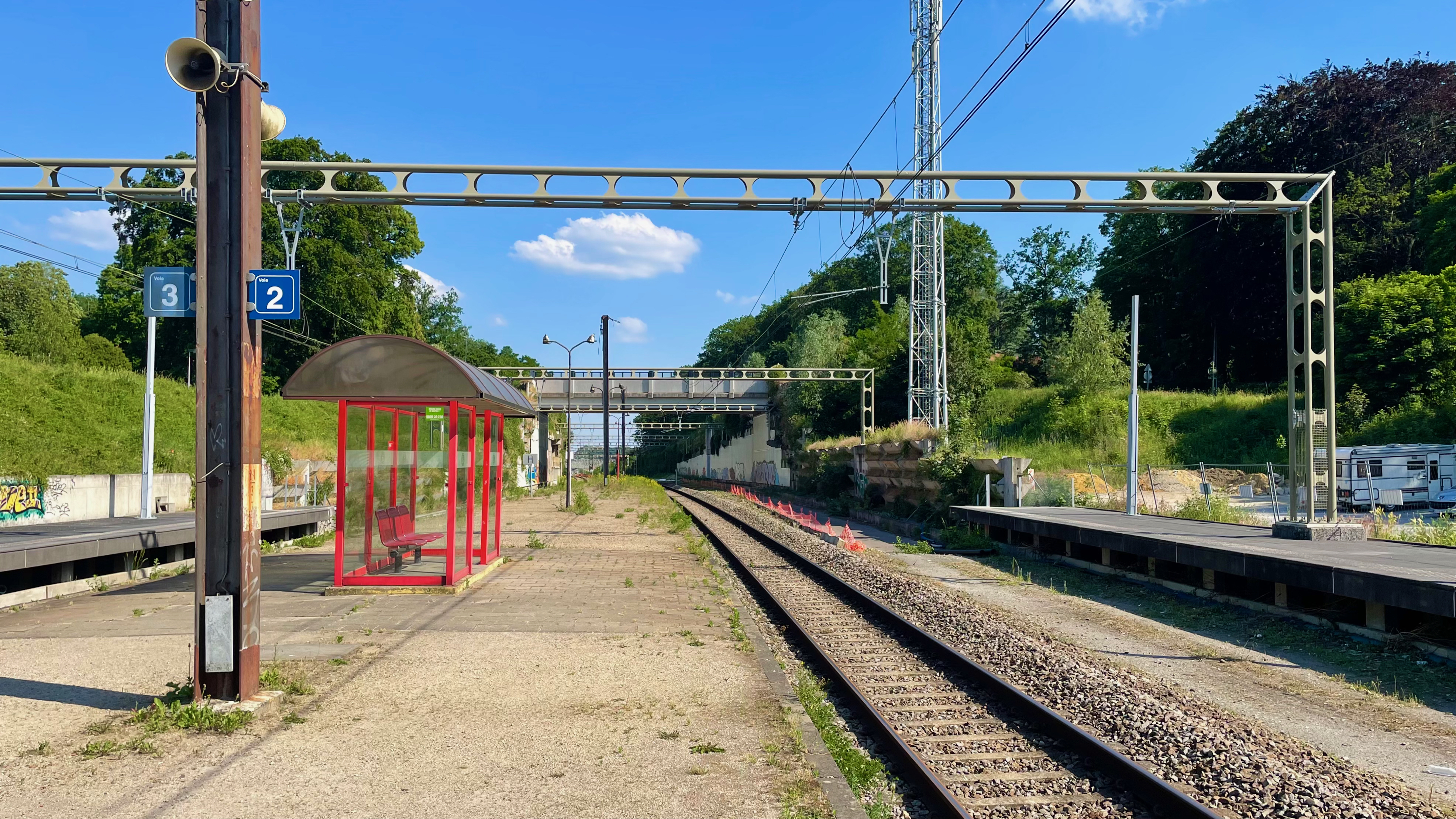
Ancien et nouveaux quais de la halte.